# Карачев
Карачев (рус. Карачев) град је у Русији у Брјанској области.
Према попису становништва из 2010. у граду је живело 19715 становника, а 2019. године 17.466.

## Географија

### Клима
Карачев је у подручју умерене континенталне климе (Кепенова класификација климе - Dfb) с топлим, донекле влажним летима и умерено хладним зимама.

## Становништво
| 1939.  | 1959.  | 1970.  | 1979.  | 1989.  | 2002.  | 2010.  | 2018.  |
| ------ | ------ | ------ | ------ | ------ | ------ | ------ | ------ |
| 17.900 | 11.209 | 15.972 | 19.743 | 22.446 | 20.175 | 19.715 | 17.466 |